# 終電を超えて〜Christmas Night/忘年会!BOU!NEN!KAI!
「終電を超えて 〜Christmas Night/忘年会!BOU!NEN!KAI!」（しゅうでんをこえて クリスマスナイト/ぼうねんかい ボウ ネン カイ）は、A.B.C-Zの4枚目のシングル。2017年12月13日にポニー・キャニオンから発売。本作はグループ初の両A面シングル。

## 概要
本作は「クリスマス」と「忘年会」という年末のイベントをコンセプトにした両A面シングルである。「終電を超えて～Christmas Night～」はポップでスタイリッシュな王道クリスマスソング、「忘年会！BOU！NEN！KAI！」は作詞作曲にヒャダインこと前山田健一を迎えたユーモアたっぷりの忘年会ソングとなっている。
制作
ヒャダインは同年発売のアルバム『5 Performer-Z』に収録されている塚田のソロ曲「アツあつ！？ 夏フェス☆！！」の作詞作曲も手掛けている。同曲が披露されたコンサート「A.B.C-Z 5Stars 5Years Tour」の横アリ公演のMCで"年内にシングルを出したい""クリスマスソングや忘年会ソングをやりたい"という話をしていたところ、見に来ていたヒャダインにレコード会社のスタッフがすぐに忘年会ソングの依頼をし、"ぜひ作らせて"と提供があったという。
「サポーターズ!」は舞台『ABC座2016 株式会社応援屋!!〜OH&YEAH!!〜』のテーマ曲として同作で脚本・音楽を担当した西寺郷太によって作詞作曲された。西寺は同作の演出を手掛けた錦織一清に「郷太、まず脚本を書く前に最初にテーマ曲を作って欲しい。ジャニーさんも音楽を一番大切にする人だから」と依頼され、「サポーターズ!」を作った、と語っている。“君をサポートしたい”“僕も君に救われたんだよ”“You And Me”など、ファンに優しく寄り添う歌詞となっており、ファンからの支持も厚く待望の音源化となった。
パフォーマンス
「忘年会！BOU！NEN！KAI！」の振付はメンバーの塚田僚一が担当。MVのプロデュースも塚田が手掛け、コミカル要素が強くなっている。
「終電を超えて〜Christmas Night」の赤色が印象的な衣装は写真集『五つ星』で着用したものをリメイクして作られた。MVは駅で踊っており、ホームや階段、広場などで撮影されている。
2021年12月1日「Z Project」の企画「History Collection」の第8弾として「終電を超えて〜Christmas Night」と「忘年会!BOU!NEN!KAI!」のミュージックビデオがポニー・キャニオン公式YouTubeにて公開された。
プロモーション
2017年12月2日放送の『デルサタ』にA.B.C-Z全員で生出演し、「忘年会！BOU！NEN！KAI！」をテレビ初披露した。
2020年12月25日放送の『MステウルトラSUPERLIVE2020』で「終電を超えて〜Christmas Night」を披露した際には、ポニーキャニオン公式Twitterから「#えびの最強クリスマスソング」をつけて推しポイントを募集する「A.B.C-Z「終電を超えて〜Christmas Night」布教大会」が行われた。
リリース
初回限定ジングルベル盤（CD＋DVD）（PCCA-04613）、初回限定BU ! REI ! KOU ! 盤（CD＋DVD）（PCCA-04614）、CDのみの通常盤（CD）（PCCA-04615）3形態でリリース。通常盤にはカップリングに舞台「ABC座2016 株式会社応援屋!!～OH＆YEAH!!～」で披露された楽曲「サポーターズ」が収録。

## 収録曲

### CD

#### 通常盤
1. 終電を超えて 〜Christmas Night [5:10]
作詞：タナカヒロキ、作曲：LEGO BIG MORL、編曲：生田真心
2. 忘年会!BOU!NEN!KAI! [3:54]
作詞・作曲：前山田健一、編曲：CHOKKAKU
3. サポーターズ! [4:41]
作詞・作曲：西寺郷太、編曲：谷口尚久
4. 終電を超えて 〜Christmas Night Inst.
5. 忘年会!BOU!NEN!KAI! Inst.
6. サポーターズ! Inst.

#### 初回限定ジングルベル盤
1. 終電を超えて 〜Christmas Night
2. 忘年会!BOU!NEN!KAI!
3. Shake it! Like it! [4:01]
作詞・作曲：森大輔, 岡田健次良、編曲：森大輔
4. Shake it! Like it! Inst.

#### 初回限定BU!REI!KOU!盤
1. 忘年会!BOU!NEN!KAI!
2. 終電を超えて 〜Christmas Night
3. 雪が降る [3:33]
作詞：岩里祐穂、作曲：山元祐介、編曲：sugarbeans
4. 雪が降る Inst.

### DVD

#### 初回限定ジングルベル盤
1. 終電を超えて 〜Christmas Night（Music Clip）
2. 終電を超えて 〜Christmas Night（Music Clip メイキング）
3. ABC Xmas選手権 〜最高のプレゼントの渡し方〜

#### 初回限定BU!REI!KOU!盤
1. 忘年会!BOU!NEN!KAI!（Music Clip）
2. 忘年会!BOU!NEN!KAI!（Music Clip メイキング）
3. ABC忘年会 〜5周年を振り返ろう〜

## 特典・仕様
予約購入先着特典
- えび☆クリ！スペシャルフォト（L版サイズ）（初回限定ジングルベル盤）
- くる年くる年ポスターカレンダー2018 (B2サイズ)（初回限定BU ! REI ! KOU ! 盤）
- オリジナルクリアファイル（A4サイズ）（通常盤）

封入特典
- 年末福袋プレゼントキャンペーンカード[シリアルコード入り]（初回限定ジングルベル盤、初回限定BU ! REI ! KOU ! 盤、通常盤）
- スペシャルブックレット ジングルベルver.(16P)（初回限定ジングルベル盤）
- スペシャルブックレット BU ! REI ! KOU ! ver.(16P)（初回限定BU ! REI ! KOU ! 盤）
- ゆく年くる年ステッカー（通常盤）

初回プレス仕様
- ピクチャーレーベル（通常盤）

## チャート成績
2017年12月25日付のオリコン週間CDシングルランキングでは2位を獲得。